# Керрера
Керрера (англ. Kerrera, шотл. гел. Cearraraⓘ) — острів в архіпелазі Внутрішніх Гебридських островів, на заході Шотландії. Розташований на території округу Аргайл-енд-Б'ют. Лежить в 0,5 кілометрах від міста Обан, з яким пов'язаний поромною переправою. Населення острова становить 57 осіб (2011).

## Географія
Острів має довжину близько 7 км і завширшки близько 2 км і відділений від материка протокою Керрери, шириною близько 500 метрів.

## Історія
Острів відомий зруйнованим замком Гілен, побудованим в 1582 році.

## Населення
За даними перепису населення 2011 року, на острові проживало 57 осіб. За даними місцевої влади, у 2016 році на острові проживало 45 осіб, розділених на дві громади — на півдні і на півночі острова .

## Господарство
Основними галузями на острові є сільське господарство (вівчарство і велика рогата худоба) і туризм, а також екзотичний пташиний заповідник. На острові немає асфальтованих доріг і магазинів.